# William Favre
Pour les articles homonymes, voir Favre.
William Favre, né le 5 octobre 1843 aux Eaux-Vives et décédé le 22 février 1918 aux Eaux-Vives, est une personnalité politique et un protecteur suisse des arts.

## Biographie
Après des études à l'université de Genève et de Berlin en chimie jusqu'en 1868, il entreprend plusieurs voyages en Turquie puis en Égypte en 1873. De retour à Genève, il est élu conseiller municipal des Eaux-Vives — qui étaient alors une commune genevoise — de 1875 à 1899. Il est en particulier adjoint au maire jusqu'en 1878 lorsqu'il se lance dans un tour du monde. 
Le 12 février 1887, il préside la fondation d'une nouvelle association appelée Société de secours entre artistes et amis des Beaux-Arts (qui deviendra par la suite la Société mutuelle artistique). À cette époque, il procède à différentes recherches sur l'histoire de Genève.
En 1917, il fait don à la ville de Genève du parc de La Grange avec sa maison de maître, la Villa La Grange, propriété familiale depuis 1800 dont son père, Edmond Favre, avait fait réaménager les jardins. Il garde toutefois l'usufruit du parc jusqu'à sa mort qui survient l'année suivante.

## Sources
- Jean de Senarclens, « Favre, William » dans le Dictionnaire historique de la Suisse en ligne, version du 28 mars 2006.